# Diclybothriidea
Diclybothriidea este un ordin de monogeneeni din subclasa Polyopisthocotylea.

## Familii
- Diclybothriidae Bychowsky & Gusev, 1950[1]
- Hexabothriidae Price, 1942[2]